# Jhonatan Bernardo
Jhonatan Mariano Bernardo, oder einfach Bernardo (* 7. November 1988 in São Paulo), ist ein brasilianischer Fußballspieler.

## Karriere
Bernardo erlernte das Fußballspielen in der Jugendmannschaft von Corinthians São Paulo in São Paulo. Von 2007 bis August 2008 spielte er in Polen bei Pogoń Stettin. Im August 2008 wechselte er in die Slowakei, wo er sich ŠK Senec anschloss. 2009 ging er nach Prešov zum 1. FC Tatran Prešov. Der Verein spielte in der ersten Liga, der Slovak Super Liga. Von September 2010 bis Dezember 2010 wurde er an den Zweitligisten MFK Zemplín Michalovce nach Michalovce ausgeliehen. Der 1. FK Příbram, ein Verein aus Tschechien, lieh ihn von Februar 2012 bis Juni 2012 aus. Mit dem Club spielte er in der ersten Liga, der česká fotbalová liga. Nach Vertragsende in Prešov wechselte Bernardo im September 2013 nach Malta, wo er sich für ein halbes Jahr dem FC St. George’s aus Cospicua anschloss. Im März 2014 ging er nach Asien. Hier unterzeichnete er einen Vertrag in Vietnam beim SHB Đà Nẵng. Der Verein aus Đà Nẵng spielte in der höchsten Liga des Landes, der V.League 1. Nach 14 Spielen und elf Toren wechselte er Anfang 2015 für ein halbes Jahr zum Ligakonkurrenten Than Quảng Ninh nach Quảng Ninh. Mitte 2015 zog es ihn nach Syrien, wo ihn der Erstligist al Shorta aus Damaskus unter Vertrag nahm. Mit dem Club spielte er viermal in der ersten Liga, der Syrian Premier League. Anfang 2016 ging er nach Albanien. Hier nahm ihn der KS Teuta Durrës unter Vertrag. Der Club Durrës spielte in der ersten Liga, der Kategoria Superiore. Im August 2016 ging er wieder nach Malta. Für Pembroke Athleta FC aus Pembroke spielte er 14 Mal in der zweiten Liga, der Maltese First Division. 2017 ging er wieder nach Asien. Der thailändische Drittligist Phrae United FC aus Phrae nahm ihn für zwei Jahre unter Vertrag. Nach Vertragsende wechselte er die Hinserie 2019 zum Ligakonkurrenten Nakhon Pathom United FC aus Nakhon Pathom. Die Rückserie spielte er beim ebenfalls in der Thai League 3 spielenden Nara United FC aus Narathiwat. Für die Saison 2020 unterschrieb er einen Vertrag beim Zweitligaaufsteiger Ranong United FC in Ranong. Nach 13 Spielen für Ranong wechselte er Ende Dezember 2020 nach Chiangmai zum Ligakonkurrenten Chiangmai FC. Für Chiangmai stand er 16-mal in der zweiten Liga auf dem Spielfeld. Im Juni 2021 nahm ihn der Erstligaabsteiger Trat FC unter Vertrag. Nach Ende der Hinserie wurde sein Vertrag in Trat nicht verlängert. Im Dezember 2021 verpflichtete ihn der Drittligist Muang Loei United FC. Am Ende der Saison wurde er mit dem Verein aus Loei Meister der North/Eastern Region. In den Aufstiegsspielen zur zweiten Liga konnte man sich jedoch nicht durchsetzen. Zu Beginn der Saison 2022/23 unterschrieb er im August 2022 einen Vertrag beim Drittligisten Samut Songkhram FC. Mit dem Verein aus Samut Songkhram spielte er fünfmal in der Western Region der Liga an. Nach der Hinrunde wechselte er im Dezember 2022 zum Zweitligisten Nakhon Pathom United FC. Am Ende der Saison 2022/23 feierte er mit Nakhon Pathom die Meisterschaft und den Aufstieg in die erste Liga. Für Nakhon Pathom bestritt er 14 Zweitligaspiele. Im Sommer 2023 wurde sein Vertrag nicht verlängert. Zu Beginn der neuen Saison unterschrieb er im Juli 2023 einen Vertrag beim Drittligisten Phatthalung FC. Mit dem Klub spielt er in der Southern Region der Liga. Am 3. März 2024 stand er mit Phatthalung im Finale des Thai League 3 Cups. Hier bezwang man den Maejo United FC mit 1:0 nach Verlängerung. Am Ende der Saison 2023/24 wurde er mit dem Verein aus Phatthalung Vizemeister der Region. In den Aufstiegsspielen zur zweiten Liga konnte man sich jedoch nicht durchsetzen. Nach 28 Ligaspielen, in denen er 19 Treffer erzielte, wechselte er im Sommer 2024 in die North/Eastern Region. Hier unterschrieb er in Udon Thani einen Vertrag beim Drittligisten Udon United FC. Nach sieben Ligaspielen, in denen er zwei Treffer erzielte, wechselte er in die Southern Region. Hier schloss er sich in Songkhla dem Songkhla FC an. Am Ende der Saison 2024/25 feierte er mit dem Verein die Meisterschaft der Region. Am 19. April 2025 stand er mit Songkhla im Finale des Thai League 3 Cups. Hier verlor man im BG Stadium gegen den Thonburi United FC mit 5:4 im Elfmeterschießen. Mit Songkla qualifizierte man sich für die Aufstiegsspiele zur zweiten Liga. In der Gruppenphase wuree er mit Songkla Sieger der Gruppe A. Im Halbfinale konnte man sich in zwei Spielen gegen den North Bangkok University FC durchsetzen. Das Finale gegen Rasisalai United FC verlor man in zwei Spielen mit insgesamt 5:1. Als Gesamtzweiter der dritten Liga stieg er mit Songkla in die zweite Liga auf. Nach dem Aufstieg wurde sein Vertrag im Sommer 2025 nicht verlängert.

## Erfolge
Muang Loei United FC
- Thai League 3 – North/East: 2021/22

Nakhon Pathom United FC
- Thailändischer Zweitligameister: 2022/23  ▲

Phatthalung FC
- Thai League 3 Cup: 2023/24

Songkhla FC
- Thai League 3 – South: 2024/25
- Thai League 3 Cup-Finalist: 2024/25